# فرموت

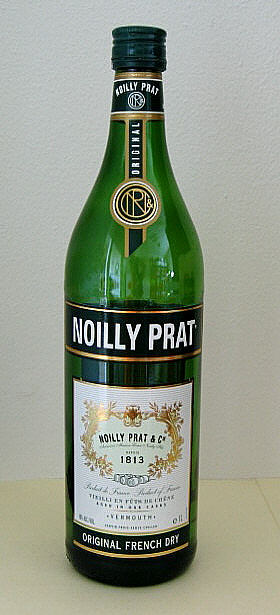
زجاجة فيرموت

الفِرموت أو الفِرمُوث أو الفيرموت (بالإيطالية: Vermouth) هو نبيذ معطر بنباتات مرة كالأفسنتين وقشر البرتقال. وقد أنتجت النسخة الحديثة من المشروب أول مرة بين منتصف وأواخر القرن الثامن عشر في مدينة تورينو الإيطالية.